# デュアルヒーローズ
『デュアルヒーローズ』は、1997年12月5日にハドソンからNINTENDO 64用ソフトとして発売された対戦型格闘ゲーム。

## 概要
独裁者ゾルによって侵略された世界を救うため、8人の男女がそれぞれスーツを装着しゾギーラ帝国に立ち向かう、というのが大まかなストーリーである。またストーリーモード以外にも、後述の様々なモードが実装されている。
総監督は『ゼイラム』や『牙狼-GARO-』などを手がけた雨宮慶太が担当、ストーリーやイメージイラストなど、本作品の様々な部分に携わっている。またキャラクターデザインには雨宮の他、かつて彼の主宰する有限会社クラウドに所属し、現在ではキャラクターデザイナーとして活躍する篠原保が参加している。

## キャラクター

### プレイヤーキャラ
ガイ
25歳、元宇宙パイロット。故郷ネオTOKIOをゾギーラ帝国に侵略され、恐怖政治に苦しむ人たちを解放するためゾギーラ帝国に立ち向かう。彼のスーツはNT-SPACY T-709Mars custom RⅡ型である。
グン
35歳、多くの宇宙コロニーを統治するガインバッハ帝国出身の軍人。ゾギーラ帝国の軍門に下りガイアジスト戦争に参加中、味方であるゾギーラ軍の超重力砲の掃射攻撃を受けて多くの同胞を失ったため、ゾルへの復讐を誓った。
彼のスーツはGB-SPACY G-808Comander custom RIV型である。
ハナ
18歳、独裁者ゾルによって破壊された自然の環境を元の美しい状態に戻すため、ゾギーラ帝国に向かう若き植物学者。彼女のスーツはDYSON p-303HANA special t-1 型。
ホウ
30歳、新太平洋に浮かぶアジア系の小国ポンコン出身。ガイアジストの産業利用により巨万の富を得たホウ家直系の7代目頭首であり、アジア国家ならではの伝統武術をマスターした無敵のカンフー使いである。ゾギーラ帝国の侵略により故国ポンコンを追われたためゾルに復讐する。スーツはhoe lnbustryH-703R-XXXX　
ジュウ
年齢不詳、浮遊大陸に不時着した宇宙船の生存者。エイリアンによって育てられたジュウはたくましく成長したが、そこにもゾギーラの魔の手が伸びて来た。
絶滅した育ての親の仇をとるためゾギーラ帝国に向かう。
レツ
伊賀忍者の末裔で稀代のスーツ鍛冶伊賀野玄八朗の息子。ゾルの手の者によって命を落とすも、玄八朗はレツのクローンを作り最新技術を駆使したスーツを装着させ、打倒ゾルを試みようとする。だが改造手術の際の事故により玄八朗は死亡、不完全な情緒を持つレツは玄八朗の最後の命令「ゾルノ命を奪ウベシ」を実行する無慈悲な刺客となった。年齢は2歳（製造から2年たっている）。スーツはhattori FS-019(HIEN)R-SP
クモ
21歳、歓楽国家イスパリウッドきってのダンサー。だが、ゾギーラの侵攻によってその場を奪われ、もう一度舞台に立つべくゾルを暗殺するためゾギーラ帝国に向かう。スーツはDyson Q-606KUMO Special t-3
ゼン
年齢不詳、元ゾギーラ帝国最高指揮官。地球侵攻作戦をも指揮していたがゾルの余りにも無慈悲な戦略に反発し帝国を追われる。その正体はゾルが地球人の細胞から作った人工生命体。自己の存在意識を見いだすため、ゼンはゾルに挑むべくゾギーラ帝国に向かう。スーツはZG-SPACYM-101 t-ZⅣ

### 中ボス
ストーリモードでゾルの前に現れるボスキャラクターで、いずれの中ボスもゾギーラ帝国出身。
プレイヤーキャラクターの選択によってどちらか一方が現れる。
ジン
27歳、ガイ・グン・ホウなどの男性キャラクターで進むと現れる。
レイ
21歳、ハナ・クモの女性キャラクターで進むと現れる。

### ボス
ゾル
年齢不詳、全世界を侵略する独裁者。超重力砲などを使い世界を破壊し続ける。
普段はゾギーラの塔に拠点を置いている。
ゲゾル
ゾルの本当の姿であり、本作品の最終ボス。

## バーチャルゲーマー
ゲーマー対戦モードで現れる。各ゲーマーを選択するとそのゲーマーと対戦できる。また数回ゲーマーと戦い続けることでゲーマーが増えてくる。

### 内容
西暦20XX年の東京にあるゲームセンター。その中には怪しいゲーマーが「ヒーローズ」という究極の格闘ゲームの腕を競っていた。プレイヤーはその一員としてゲームの対戦に参加するという設定となっている。

### ゲーマー
ロボット
プレイヤーと戦うクセを覚えて、自分で状況を判断して戦うロボット。
レイコ
19歳、20XX年のアイドル。過酷なスケジュールから余った時間にゲームセンターに行っている。特技はクラシックバレエ/衝動買い。キャラクターはハナとレツを使用。
アラン&ミラン
ジャングルの奥地で育ったのはアラン。マジシャンに育てられたのはミラン。実は二人は双子の兄弟である。ゲーム中ではアランと戦うことになる。アランの特技は精神感応、ミランは催眠術。キャラクターはジュウとゼンを使用。
ザラ
27歳、普段は大企業の社長秘書だが二重人格でゲームセンターに行くとまるで人が変わったように派手な衣装で来る。特技はベットリミング。キャラクターはジュウとクモを使用。
ヤマザキ
30歳、武術家であり東洋医学に精通した医師である。一緒についてくる愛猫の名前はミャウ。キャラクターはガイとレツを使用。
タケマル
20歳、幼いころから英才教育を受けた天才ピアニスト。特技はダーツ/ビリヤード。キャラクターはガイとホウを使用。
ジョン
27歳、F1レーサー。動体視力は物凄くいい。特技は意外にも水泳。キャラクターはグンとホウを使用。
ビル
30歳、ローラーゲームとアメリカンフットボールを足したような未来の格闘技メカニックボールの選手。特技はアームレスリング。キャラクターはグンとクモを使用。
キノシタ
45歳、元々は警視庁の犯罪心理捜査官で心理学者。特技はナゴヤ撃ち。キャラクターはハナとゼンを使用。
イマダ
年齢不詳、元々はゲーム会社に勤めていたが、些細なミスを犯したことをバッシングされ解雇されてしまう。現在はゲームセンターの店長をしている模様。全てのキャラクターを使用する。ギン、レイ、ゾル、ゲゾルを解禁している場合はそれらも使用する。

## ゲームモード
ストーリーモード
次々と現れるヒーローたちと戦って最終ステージでゾルを倒すとクリアになりエンディングを見ることができる。このモードである条件を満たすことで、ストーリーモード以外で隠しキャラクターが使用できる。
ゲーマー対戦モード
各バーチャルゲーマーと戦うモード。何度かプレイすることによってゲーマーが増えていく。
2P対戦モード
上記の通り2人で対戦できる。
ロボット育成モード
後述のマイ・ロボットを育成するモード。
練習モード
各キャラクターを選択して練習するモード。
メダルモード
ストーリーモードで習得したメダルを回覧するモード。

## システム
huプライドシステム
メダルモードで1Pと2Pだけでメダルをかけて戦うシステム。

## デュアルヒーローズ用語集
ゾギーラの塔
ゾギーラ帝国のシンボルとも言うべき塔。ヒーローたちは打倒ゾルの野望を秘め、続々とこの塔に集結する。
サップ
超重力砲を備え、現在も衛星軌道上から地上に超重力をかけ続けている悪魔の武器。
バーチャルゲーマー
20XX年のゲームセンターにいる怪しいゲーマーたち。皆それぞれ職業があるようだ。
マイ・ロボット
プレイヤーの戦うクセを覚えて、状況を判断して戦うロボット。プレイヤーがコントローラーを操作しなくても、ロボットがプレイヤーの代わりに戦ってくれる。ただし戦うには「ロボット育成」モードで育成をする必要がある。
リーサルチェンジ
Bボタンを3回押し、しばらく押したままにすることでヒーローは一時的にパワーアップする。リーサルチェンジ時の能力はヒーローによって異なり通常では出せない大技を使うことができる。ただし一定時間経過すると元に戻る。

## 主なゲームスタッフ
- Director:雨宮慶太
- Planning Advisor:高橋信之
- 3D Character Design & CG Illustration:篠原保
- Virtual Gamer Design & Illustration:寺田克也
- Story board & Illustration:山下しゅんや
- Virtual Game Animator:石原満
- Special Font Design:雨宮慶太
- Game Director:Bill Ritch
- Game Planner:今田真二
- Programming Advisors:野沢勝広,金田孝司
- Music Composer:太田浩一,木下伸司
- Sound Effects:福岡博美,富井昭次
- Sound Operator:小原肇,岡秀樹
- Sound Product Manager:三井啓介
- Product Manager:和気正則
- Producer:遠藤英俊

## 関連商品
ゲームの発売に合わせ、バンダイから「エクストラヒーローズ」と銘打たれたプレイヤーキャラ8体のフィギュアが発売されている。このシリーズに付属する各キャラクターのカードの裏には、ゲームで使用できる十連コンボのコマンドが記載されている。またカバヤ食品からも、食玩として彩色済みのフィギュアが発売された。
この他、関連書籍として攻略法やイメージイラスト、初期デザイン設定、そして総監督の雨宮慶太とデザインを手がけた篠原保のインタビューなどが掲載されたファンブック「デュアルヒーローズ・ワナビーズ」（ジャパン・ミックス刊）が発売されている。